# Instituto Universitário Europeu

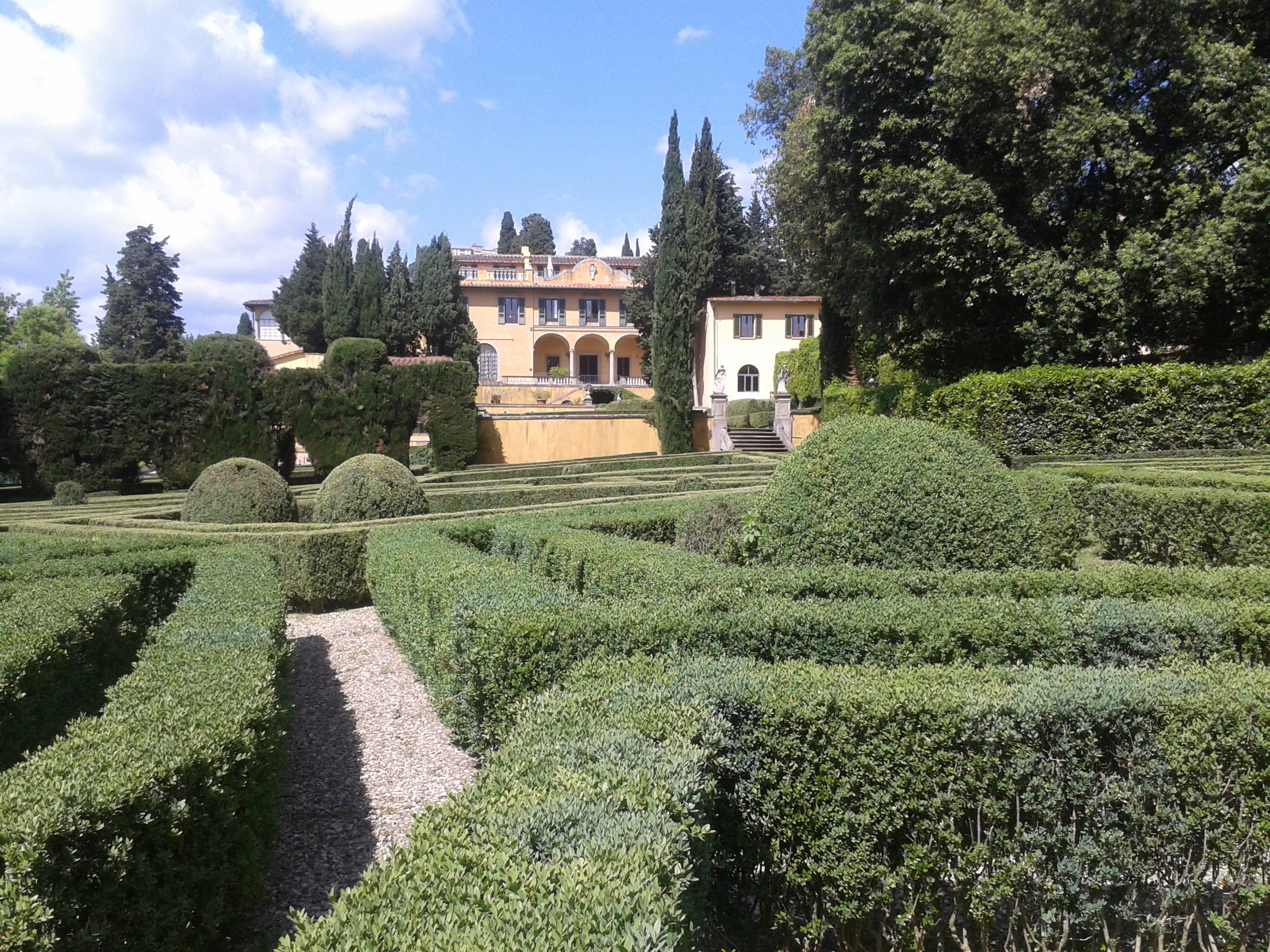
Edifício sede da instituição

O Instituto Universitário Europeu é uma instituição de ensino superior, localizada em Fiesole, Florença.
A funcionar desde 1976 e criado por seis estados-membros fundadores da Comunidade Económica Europeia, o IUE tem, como objectivo principal, contribuir através do domínio do ensino superior e da investigação, para o desenvolvimento do património cultural e científico da Europa. Orienta-se para os campos da História, do Direito, da Economia, da Ciência Política e Ciências Sociais.
O corpo docente e os seus alunos são provenientes de todos os países da União Europeia. Recebe, usualmente, estudantes de cursos de Doutoramento ou Pós-doutoramento.

## Ligações Externas
Sítio Oficial
Historical Archives of EU